# 18th Street (linea IRT Lexington Avenue)
18th Street è una stazione fantasma della metropolitana di New York, situata sulla linea IRT Lexington Avenue. Aperta il 27 ottobre 1904, fu chiusa l'8 novembre 1948.

## Storia

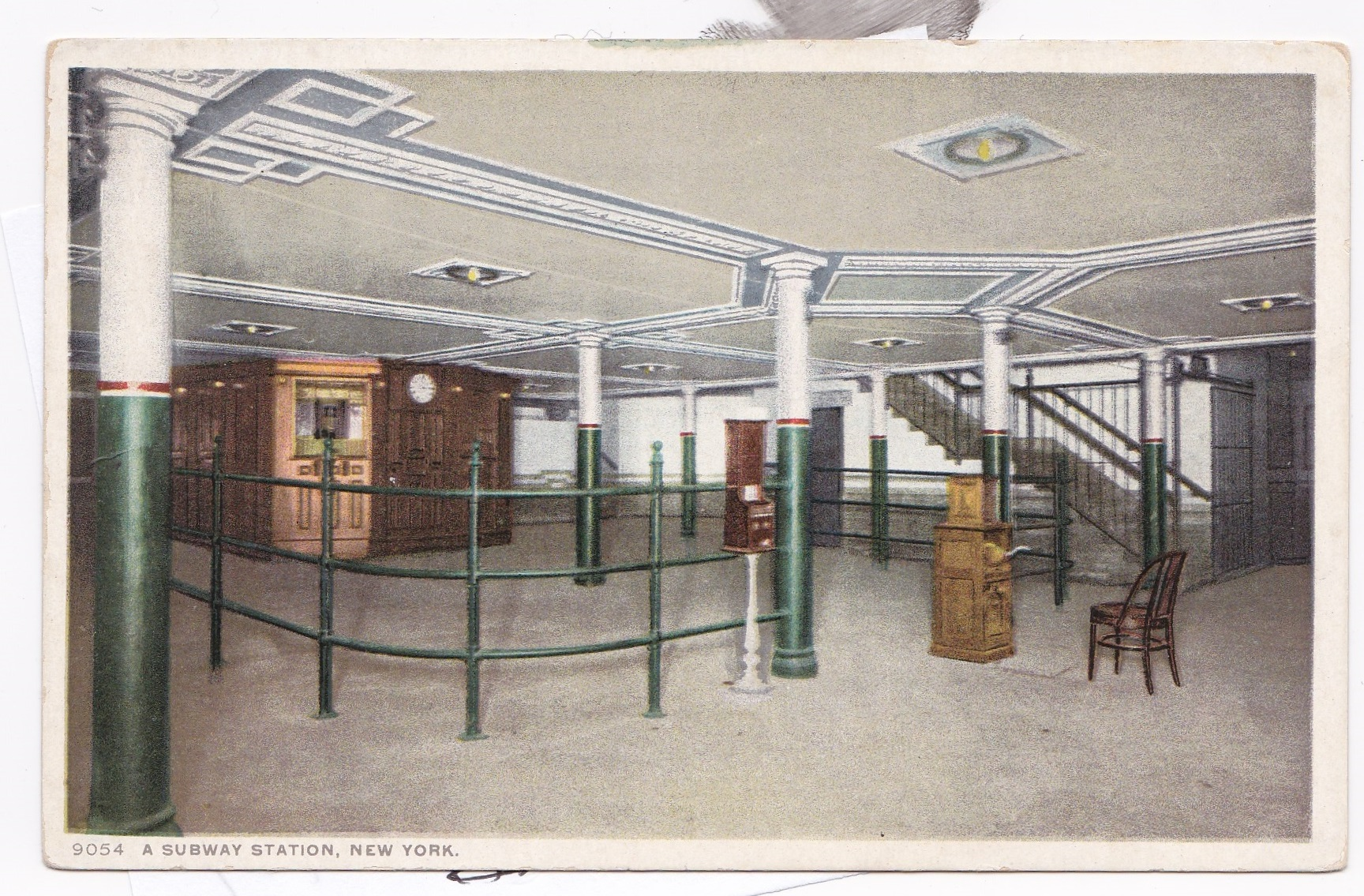
L'area di accesso con l'edicola di controllo e vendita biglietti

La stazione di 18th Street è rimasta aperta dal 1904 al 1948, quando è stata chiusa a causa dell'allungamento della piattaforma della stazione 23rd Street, e per l'apertura di una nuova entrata sulla 22nd Street. Le due stazioni sono vicine al punto da poter vedere le luci sui binari della 14th Street – Union Square dalle due piattaforme, le quali sono costruite per un massimo di 5 vagoni.
Il tetto della stazione era, in origine, completato da vetro per permettere l'utilizzo della luce naturale. Sono inoltre presenti placche in faience verde e tavolette mosaicate fi by Heins & LaFarge / Grueby Faience Company del 1904. Il tetto era coperto con motivi ornamentali.
La stazione non è più accessibile dalla strada, ma le sue pareti coperte di graffiti sono visibili attraverso i finestrini di ogni treno locale su Lexington Avenue, ma anche attraverso i treni espressi se non vi sono treni locali a bloccare la visuale.